# Vereeniging voor den Geld- en Effectenhandel te 's-Gravenhage

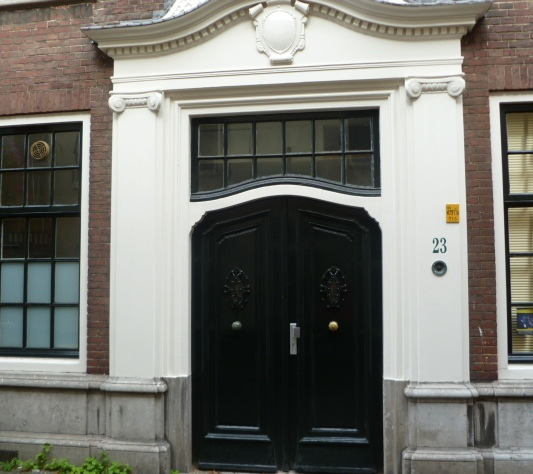
Kleine Nobelstraat Den Haag, voormalige effectenbeurs (1905-1969)

De Vereeniging voor den Geld- en Effectenhandel te 's-Gravenhage, ook genaamd Vereeniging voor den Haagschen Geld- en Effectenhandel of Vereniging voor de Geld- en Effectenhandel voor 's-Gravenhage en omstreken is in 1903 door Haagse effectenhandelaren opgericht om onafhankelijk van de Amsterdamse beurs effecten te kunnen verhandelen. In 1905 kreeg Den Haag ook een eigen effectenbeurs, die tot 1970 heeft bestaan.

## 1886-1888: Vereeniging van den Haagschen Geldhandel
In Nederland was het effectenvak buiten Amsterdam zwak georganiseerd. Alleen in Rotterdam bestond sinds de jaren zestig van negentiende eeuw een Vereeniging voor den Handel in Publieke Fondsen, die in 1898 is opgegaan in een Vereeniging van Effectenhandelaren te Rotterdam. De Rotterdamse vereniging was slechts van lokale betekenis. 
Ook in Den Haag hadden de effectenhandelaren behoefte aan een eigen organisatie. Op 4 december 1886 richtten zij de Vereeniging van den Haagschen Geldhandel op. Ondanks de ambitieuze plannen van de leden in het oprichtingsjaar, er was zelfs in 1887 het idee om een eigen Haagse beurs op te richten, was deze vereniging geen lang leven beschoren. Sommige initiatieven waren of te duur, zoals een eigen telefoonabonnement bij de Nederlandsche Bell-Telefoon-Maatschappij voor de in Den Haag georganiseerde voorbeurs was te weinig belangstelling.
In 1888 werd deze directe voorloper van de latere Vereeniging voor den Geld- en Effectenhandel te 's-Gravenhage dan ook weer opgeheven. 

## 1903: Vereeniging voor den Haagschen Geld- en Effectenhandel
De belangstellende effectenhandelaren moesten wachten tot 1903 voordat bankier dr. D.F. Scheurleer van het Haagse bankiershuis Scheurleer & Zoonen. De twintigste eeuw was in Europa begonnen met een economische depressie. Op de leidende beurzen ontstond een reactie, die vele effectenbezitters trof. Het was duidelijk dat de effectenhandel om grotere kennis en meer samenwerking vroeg.
Uiteindelijk was de situatie te Amsterdam de directe aanleiding voor het vernieuwde oprichtingsinitiatief van Scheurleer. Er was buiten de hoofdstad grote verontrusting ontstaan over de afhankelijkheid van de Amsterdamse beurswereld. De Haagse handelaren waren uitgesloten van het lidmaatschap van de Amsterdamse vereniging, hetgeen betekende dat zij voor effecten- en wisselzaken geheel op Amsterdamse beurscorrespondenten waren aangewezen. Via deze correspondenten moest de niet-Amsterdamse effectenhandelaar effecten kopen en verkopen, aangezien de directe toegang tot de Amsterdamse beurs aan hem ontzegd was. 
Met name de maatregel van de Amsterdamse Vereeniging waarin minimumtarieven werden voorgeschreven voor handelaren in de provincie, waardoor de kleine winstmarges dreigden te verdwijnen, was de aanleiding dat op 5 mei 1903 tien bankinstellingen in Den Haag besloten tot de oprichting van de Vereeniging voor den Haagschen Geld- en Effectenhandel.
Deze oprichters waren de bankiershuizen Scheurleer & Zoonen, Lissa & Kann, Landry, Furnée & Co., Edersheim, Heldring & Pierson, Schill & Capadose, De Bas & Co., Bank voor Effecten- en Wisselzaken en De 's Gravenhaagsche Crediet-vereeniging & Depositokas. 
Scheurleer heeft ook zorg gedragen voor de organisatie van de effectenhandel in de rest van Nederland, buiten de steden Den Haag, Rotterdam en Amsterdam.

## 1905: eigen Haagse effectenbeurs
Vanaf 1904 gingen in de Haagse vereniging stemmen op om te komen tot een eigen Haagse effectenbeurs. Op 1 juni 1905 werden in de Wagenstraat boven de kledingzaak van Peek & Cloppenburg twee lokalen met telefooncellen in gebruik genomen, waar de handelaren onderling en ter plaatse effectentransacties konden afsluiten. De eerste Haagse beurs droeg de naam 'De Haagsche Effectensociëteit'. 
Een eigen beursnotering werd niet ingevoerd in Den Haag. De leden van de Haagse vereniging waren realistisch, men wist dat Den Haag 'de kapitaalkracht van Amsterdam' hiervoor miste. 
De lokalen aan de Wagenstraat bleken al snel onvoldoende ruimte te bieden. Het voormalige kerkgebouw van de Gereformeerde Gemeente aan de Kleine Nobelstraat 21-23 werd op 12 mei 1911 aangekocht om te worden ingericht als beursgebouw. Na een ingrijpende verbouwing opende op 28 maart 1912 het bestuur van de Haagse vereniging op feestelijke wijze het nieuwe beursgebouw. Op 7 mei 1912 werd de nieuwe beurs voor de eerste maal in gebruik genomen. Na deze dag was het Haagse beurslokaal van maandag tot vrijdag geopend van twaalf tot twee uur en op zaterdag van tien tot elf uur ’s morgens. 

## Overheidsinmenging in de beurs
Het uitbreken van de Eerste Wereldoorlog op 28 juli 1914 had tot een beurscrisis geleid: het internationale wisselverkeer raakte in verwarring. Veel grote geldgevers gingen ertoe over hun gelden op te vragen. Op 29 juli 1914 besloot de Amsterdamse vereniging in navolging van andere Europese beurzen en die in New York de beurs te sluiten.
In Den Haag kwamen op 30 juli 1914 de leden van de Haagse vereniging in spoedvergadering bijeen. Door de gebeurtenissen in Amsterdam wordt besloten ook de Haagse beurs te schorsen en pas tot heropening over te gaan nadat de Amsterdamse beurs weer zou zijn geopend. Op 9 februari 1915 werd van overheidswege beslist om de beurzen te heropenen.
De beurscrisis van de jaren dertig had ernstigere gevolgen voor de leden dan voor de vereniging. De firma Scheurleer & Zoonen, vooraanstaande bankiershuis en medeoprichter van de vereniging, werd in 1932 overgenomen door de Incasso Bank. De kredietverlening aan de middenstand was het bankiershuis fataal geworden.

## Tweede Wereldoorlog
In november 1941 voerde de Duitse bezetter een reorganisatie van het bedrijfsleven in. De Haagse vereniging werd opgenomen in een soort bedrijfsorganisatie en verloor voor een aantal jaren de privaatrechtelijke status. 
De vereniging werd een onderafdeling van de Amsterdamse. Ook de naam werd gewijzigd en zou tot 1953 luiden: Vereeniging voor den Haagschen Geld- en Effectenhandel, afdeeling 's-Gravenhage van de vereeniging voor den Effectenhandel (Bedrijfsgroep Effectenhandel). Van de vroegere Haagse vereniging was daarmee nauwelijks iets overgebleven: de Haagse beurs aan de Kleine Nobelstraat werd gesloten, het verenigingsbestuur werd door Amsterdam benoemd, de begroting moest ter goedkeuring aan Amsterdam worden voorgelegd en ook de contributie werd door Amsterdam geïnd.

## 1946-1974: groei en neergang van de Haagse vereniging
Na de Tweede Wereldoorlog heropende de Amsterdamse effectenbeurs in 1946. De Haagse beurs ging in dit jaar slechts open voor het verhandelen van staatsfondsen. De leden van de Haagse vereniging kwamen in 1947 voor de eerste maal na vijf jaar bijeen. De handel op de Haagse beurs werd in 1948 uitgebreid.
De Bedrijfsgroep Effectenhandel bleef tot 1953 actief. Vanaf dat moment was de Haagse vereniging opnieuw een zelfstandig rechtspersoon en kon er weer vrij op de Haagse beurs worden gehandeld.
In de jaren vijftig kwam de effectenhandel opnieuw tot bloei. Ook technische ontwikkelingen werken hieraan mee. De Haagse beurs kreeg een goede telefonische installatie en een tikkerapparaat zorgde voor een snelle doorgave van de Amsterdamse beurskoersen.
De explosieve groei van de Amsterdamse effectenbeurs leidde in de jaren zestig tot erkenning van de overwegende positie van de Amsterdamse vereniging. De Haagse beurs ging snel in betekenis achteruit, ook de grote bankfusies in deze periode hadden een negatieve uitwerking op de instelling.
De opheffing van de beurs, waarover al in 1968 werd gesproken, stelde het bestuur een korte periode uit vanwege de mogelijkheid de beurs als reserve te benutten wanneer er een beursstagnatie in Amsterdam zou zijn.
Het beursgebouw aan de Kleine Nobelstraat was echter in verband met de teruglopende activiteiten overbodig geworden. In 1969 deed het verenigingsbestuur het beursgebouw in de verkoop. Op 2 november 1970 kocht de gemeente Den Haag het pand voor ƒ 400.000,-.
De Haagse leden konden vanaf 1 januari 1973 lid worden van de Amsterdamse vereniging. De Haagse beurs is dan verder overbodig voor de effectenhandelaren en wordt op 28 maart 1974 opgeheven.
De Vereniging voor de Geld- en Effectenhandel voor 's-Gravenhage en omstreken gebruikt de gelden, die verkregen zijn na de verkoop van het beursgebouw, voor ondersteuning van liefdadigheids- of vergelijkbare instellingen.